# 黑暗世界：因与果
《黑暗世界：因与果》是由上海月壤工作室（Pollard Studio）开发，Wired Productions、Gamera Games发行的第一人称心理惊悚游戏，于2025年3月27日登陆Microsoft Windows、PlayStation 5，Xbox Series X/S版延期至2025年9月10日发售。游戏设定在一个具有式色彩的反乌托邦世界，故事发生在1984年由“利维坦”公司所统治的東德（民主德国）。玩家将扮演维坦思想局的Roam干员“丹尼尔”，使用奇异的磁带与过去的记忆相互连接，重回记忆的旅程，解开一系列谜团。

## 情节与内容
游戏设定在由“利维坦”公司统治的架空1984年東德。玩家扮演思想局Roam干员丹尼尔，其职责是使用名为“脑潜”的技术潜入嫌疑人的大脑，通过同步记忆的方式获取信息并经历其感官体验。“脑潜”对使用者和对象会造成巨大的精神负担，玩家将经历身形缩小、变成光点等过程以潜入记忆。不过“脑潜”并非游戏的核心玩法，在丹尼尔调查的过程中，“脑潜”主要是游戏推动剧情的手段。
游戏玩法以叙事驱动的探索为主，融合了环境解谜、文档收集与有限的追逐战。中期引入了类似《零》系列的相机机制，玩家可透过镜头发现并驱逐隐藏的怪异实体，该机制也应用于BOSS战中。游戏一些关卡设计具有想象力，部分环节运用了意识流或超现实的表现手法，例如在蕾切尔章节中，玩家将在全黑白的内心独白场景中“走迷宫”。谜题设计方面，除了常规的环境互动，游戏还引入了常见在中国大陆公务员考试中的图形推理题。
游戏叙事采用碎片化、非线性的方式，如同梦境般交织过去与现在，玩家需自行拼凑事件全貌。故事聚焦于利维坦高压统治下的“小人物”，讲述了三个因利维坦而遭受悲剧的故事，探讨个体在反乌托邦社会中的挣扎、家庭、亲情、爱情以及阶层变迁等议题。游戏运用了大量象征和隐喻手法，例如以显示器取代人头象征个性的泯灭，有意触及对过度工作、996等现实问题的反思。游戏内核讲述的是如何在现实中感受爱与如何去爱别人，结局通过老年丹尼尔与姐姐的拥抱，传递了“回归现实”的主题。

## 创作与开发
《黑暗世界：因与果》的开发团队上海月壤工作室成立于2018年。创意总监兼编剧王勇赫（昵称螃蟹）2010年开始接触游戏行业，曾参与多款3A主机游戏及索尼PlayStation VR项目开发，但此后在创业型公司参与的项目大都夭折。在得到“独立之光”人民币50万元的启动资金后，王勇赫拉上一位美工和一位程序员，成立了月壤工作室。工作室规模一直保持精简，至游戏发售时也仅扩展至19人。2018—2019年间，由于中国大陆市场需求更多是以版号为主的游戏，团队融资艰难；疫情期间，团队出现资金问题，只好通过外包积累技术和资金。2021年5月，团队得到网易的投资，正式开始制作本作。GameTrigger亦于2022年3月投资了上海月壤。
立项之初，团队经过评估，发现几乎所有人之前参与的都是游戏玩法（GamePlay）为主的内容；但成员因为缺乏独立运作和主导大型项目的经验，担心难以驾驭纯玩法的独立游戏。同时，王勇赫等主创长期关注叙事驱动型游戏，也希望团队能够锻炼出“讲好故事”的能力。最终综合考虑团队的动画和美术优势，以及恐怖题材受众广、易于通过直播等方式二次传播、成本相对可控等特点，团队选择了恐怖遊戲类别。
本作的世界观背景及年份与反乌托邦文化相契合，其主要灵感来自《一九八四》。游戏目标群体被锚定在《一九八四》和《双峰》等作品的受众中，同时也希望吸引《生化奇兵》、《死亡擱淺》、《心灵杀手》等游戏的玩家。团队希望借鉴电影领域A24公司的思路，制作“小而精”的作品，以适应当今快速化的市场需求和玩家的挑剔品味。本作的剧本历经高达27稿修改，采用碎片化、多视角的叙事营造压抑氛围。王勇赫将非线性叙事带来的模糊性视作心理恐怖体验的组成部分，希望玩家通过片段化信息拼凑真相，体验角色在记忆混乱与情绪冲击下的心理状态。游戏还通过不稳定的视听及偶然性事件强化心理压迫感。执行制作人陈绿指出，本作以视听为最大卖点，情绪为最大抓点。因而在开发过程中使用了包括Lumen和Nanite在内的虚幻引擎5功能，以及与杜比全景聲联合打造的音乐效果。玩法上，王勇赫表示，为了引导玩家关注场景细节，本作的玩法被弱化为“融合少量解谜的步行模拟器”。
团队追求打造体验上逼近2A甚至3A游戏，成本接近独游的“3I游戏”（3A Indie）。开发过程中，团队通过扁平化协作与自有工具管线压缩成本，将大厂需数月完成的流程缩短至数周。同时，团队还通过定期观摩艺术展、影视作品及共享音乐库等方式统一创作感知，确保情绪传达的一致性。尽管面临初期20平米办公空间、薪资延迟发放等困境，团队依然保持了较高的成员离职后返岗率。作为“黑暗世界”IP的首部曲，《因与果》主要目的是以8—10小时流程完成叙事验证。王勇赫表示，本作会是团队的开端而非上限。

## 评价
| 汇总媒体             | 得分                   |
| -------------------- | ---------------------- |
| Metacritic           | PC：78/100 PS5：74/100 |
| OpenCritic（推荐率） | 60%                    |

| 媒体     | 得分   |
| -------- | ------ |
| 3DMGAME  | 8/10   |
| 游民星空 | 8/10   |
| 游侠网   | 8.5/10 |

评分聚合网站Metacritic显示，《黑暗世界：因与果》的PC版本收获了78分的“总体好评”（Generally Favorable）；PS5版本評價則褒貶不一，得74分。OpenCritic根據30條評價，認定其媒體推薦率為60%。
评论员普遍赞赏本作优异的视听表现与氛围营造。游戏的视觉风格被认为融合了科幻、压抑与“新怪谈”元素，部分场景让人联想到《控制》或《双峰》。篝火营地撰稿人敛柴轩主称本作在视听水准层面对同类其他小成本独立游戏有如“降维打击”。《纽约时报》记者在介绍游戏时将其与和小岛秀夫的《P.T.》相比，认为本作的游戏氛围比后者的循环恐惧更加可怕。Shacknews评论员指出游戏压抑的公司场景及环境隐喻有助于营造卡夫卡式的噩梦，增添了游戏沉浸感。游民星空的细拉则将氛围感的塑造归功于游戏优秀的编排，称游戏会先通过一定的铺垫诱使玩家放下戒心，而后再正中要害。
对游戏玩法与剧情叙述的评价褒贬不一。细拉认为玩法与叙事带来惊喜，特别是相机玩法和BOSS战设计在提供恐怖感的同时也照顾了玩家体验，避免了过度挫败感。游侠网的于情也认为玩法与叙事结合紧密，且隐喻和意识流手法的运用使得叙事方式精彩，带有“独属于中国人的浪漫”；但同时他也承认这样的叙事方式可能导致部分玩家难以理解或认为剧情存在漏洞。3DMGAME的旌影认为游戏成功塑造了“怪诞与唯美的体验”，情节编排合理，内容自洽；但亦指出本作对《一九八四》的致敬可能为不熟悉小说的玩家带来理解门槛。PCGamesN评论员娜特·史密斯认为本作结合了《2》的氛围与《层层恐惧》的叙事风格，还特别指出中国团队以非西方视角探讨东德历史带给玩家新鲜感。篝火营地的敛柴轩主则认为「1984年的东德」几乎为剧情贴上了公式化标签，导致整体剧情表现相对薄弱，对熟悉同类作品的玩家并没有新鲜感。他还指出以“步行模拟器”为主的玩法并不具有区分度，游戏体验中规中矩，更适合作为“主播游戏”。
负面评价集中在游戏风格的割裂和细节处理。细拉指出游戏恐怖感主要来源于“跳吓”（jump scare）和怪物威胁，与更精妙的心理恐怖相比可能略显“廉价”，且游戏前后风格转换可能带来割裂感。旌影也提到游戏过多的要素可能导致记忆点模糊。此外，游戏的解谜指引、序章剧情的切入方式以及较高的PC配置要求也受到批评。